# Holonki
Holonki est un village de Pologne, situé dans la gmina de Brańsk, dans le Powiat de Bielsk Podlaski, dans la voïvodie de Podlachie.
Selon le recensement de la commune de 1921, ont habité dans le village 258 personnes, dont 235 étaient catholiques, 16 orthodoxes, et 7 judaïques. Parallèlement, tous habitants ont déclaré avoir la nationalité polonaise. Dans le village, il y avait 39 bâtiments habitables.

## Source
- (en) Cet article est partiellement ou en totalité issu de l’article de Wikipédia en anglais intitulé « Holonki » (voir la liste des auteurs).